# コートランド郡 (ニューヨーク州)
コートランド郡（英: Cortland County）は、アメリカ合衆国ニューヨーク州の中央部西に位置する郡である。2010年国勢調査での人口は49,336人であり、2000年の48,599 人から1.5%増加した。郡庁所在地はコートランド市（人口19,204人）であり、同郡で人口最大の都市でもある。郡名は1777年にニューヨーク州最初の憲法を起草したキングストン会議で議長を務め、また初代副知事となったピエール・ヴァン・コートランドにちなんで名づけられた。
コートランド・リンゴはこの郡の名前が採られている。

## 歴史

### 初期の歴史
コートランド郡となった地域はニューヨーク州中央部の氷河の浸食を受けたアパラチア高原に位置し、シラキュース市とビンガムトン市の中間にあって、フィンガーレイクス地域の南東入り口となる田園部である。地域に点在する考古学的遺跡からは、西暦1500年頃からイロコイ族、別名ハウデノソーニー族と呼ばれたインディアン部族がこの地域を支配していたことを示している。
この地域はアメリカ独立戦争までインディアンの領土のままだった。戦争が終わり近くなった1781年、州西部をイギリス軍やそれと同盟するインディアンの手から守るために結成された2個連隊の兵士に補償するために125万エーカー (5,100 km²) 以上の土地が州中央部に軍事用地として取っておかれた。1792年から1794年、荒野の中に孤立したアップステート・ニューヨークへの入植を奨励するため、州はオックスフォードからコートランド郡を抜けてカユガ湖に至る道路を建設した。この道路と私財を投じて建設された道路が入植の主要な動機づけとなった。
1683年にニューヨーク植民地で郡が作られたとき、現在のコートランド郡地域はオールバニ郡に属していた。これは巨大な郡であり、ニューヨーク州北部とバーモント州の全てを含んでおり、さらに理論的には西の太平洋岸まで広がっていた。1766年7月3日に、カンバーランド郡を分離し、1770年3月16日にグロスター郡を分離したが、どちらも現在はバーモント州に含まれている。1772年3月12日、オールバニ郡の残りが3つに分割され、1つはオールバニ郡の名前で残った。1つは西部に作られたトライアン郡であり、現在のコートランド郡もこれに含まれた。トライアン郡はニューヨーク植民地総督のウィリアム・トライアンに因んで名付けられた。1784年、アメリカ独立戦争を終わらせた条約締結に続いて、トライアン郡はモンゴメリー郡に改名された。これは独立戦争時の将軍リチャード・モントゴメリーに因む命名だった。モントゴメリーはカナダで数か所を占領した後、ケベック市攻略中に戦死した。憎まれたイギリスの総督に代わる命名だった。現在のコートランド郡は1791年にハーキマー郡の一部となり、続いて1794年にはハーキマー郡から分離したオノンダガ郡の一部となった。1808年、コートランド郡はオノンダガ郡から分離して設立された。

### 開拓期
ニューヨーク州東部の人々やニューイングランド地方の人々は新しい農業用地を望んでおり、このフロンティアの解放を歓迎した。郡最初の白人による開拓地は1791年のエイモス・トッド、ジョセフ・リービ、ローダ・トッド・リービが設立したものであり、ウィンザーからティオーニオガ川を漕ぎ上って、ホーマーの町にある航行上限の近くに住んだ。彼らに続いて開拓者の波が訪れたので、1808年には州議会に郡設立を請願した。かくして1808年4月8日、ボストンの10町としてオノンダガ郡の南部よりコートランド郡が創設された。郡名はピエール・ヴァン・コートランド家に因んで名づけられ、特にピエール・シニアはニューヨーク州初代副知事を務めていた。

### 19世紀
南北戦争では、第76ニューヨーク志願歩兵連隊が州出身の部隊の中でも最大級に有名になった。1861年に、主にコートランド郡と周辺地域から編成された。約3分の1はチェリー・バレー地域からだった。この連隊は第二次ブルランの戦いからピーターズバーグ方面作戦まで、ポトマック軍の主要な戦闘に参加し、3年間徴兵だった兵士の大半がピーターズバーグで徴兵明けとなり、コートランドを出た1,100名の中で残っていた300名程は故郷に戻るか、他の部隊に移った。
ゲティスバーグの戦いでは、戦場に到着した最初期の連隊となり、初日は北軍戦線の最右翼を死守した。この戦闘では隊員の3分の1という大きな損失を出し、指揮官のアンドリュー・J・グローバー少佐は、この戦闘で戦死した最初の歩兵士官となった。
コートランド・ベイキング・カンパニーはミシシッピ川の東では最初に栄養補強されたパンを作り、セロファンで塊を包装し、スライスした白、小麦、ライムギのパンを販売したパン屋だった。スライスしたパン以来の偉大なことという段階も発明した。

### 現代
今日のコートランド郡はCNC製粉機の製作、ギフト用品、医療機器と部品、繊維、電気部品、プラスティック消費財、NASAの部品など様々な商品やサービスで注目されている。国際貿易も地域企業の多くが行っている。
郡の現在は過去の反映である。アグリビジネスが今も盛んだが、州内どこにでもあるパターンと同じで農場の数は減り続け、農場の大きさと生産高は増えている。サービス業や軽工業部門が成長を続け、州中央部地域の成長に力を添えている。
地域の企業の多くが失われて地域経済は減退している。コーネル大学、シラキュース大学、ニューヨーク州立大学ビンガムトン校やイサカ・カレッジがコートランド市から車で45分以内にある。コートランド市の州立大学カレッジとトンプキンス・コートランド・コミュニティカレッジが郡内にある。

## 郡政府と政治
コートランド郡は接戦郡である。2000年アメリカ合衆国大統領選挙では、民主党のアル・ゴアが僅か1%差で郡を制することができなかった。2004年では、共和党のジョージ・W・ブッシュが民主党のジョン・ケリーを5%差で破った。郡内最大のコートランド市自体は民主党寄りである。2008年では、民主党のバラク・オバマが共和党のジョン・マケインを54%対45%で破った。1992年と1996年は、ビル・クリントンが多数で郡を制していた。オバマ以前に郡で過半数を取ったのは1964年のリンドン・B・ジョンソンが最後だった。
コートランド郡の立法府は19人の議員で構成される議会である。議員は全て小選挙区から選出されている。

## 地理
コートランド郡はニューヨーク州中央部のやや西寄りにあり、シラキュース市の南、ビンガムトン市の北に位置している。アメリカ合衆国国勢調査局に拠れば、郡域全面積は502平方マイル (1,300.2 km2)であり、このうち陸地500平方マイル (1,295.0 km2)、水域は2平方マイル (5.2 km2)で水域率は0.37%である。

### 主要高規格道路
- 州間高速道路81号線
- アメリカ国道11号線
- ニューヨーク州道13号線
- ニューヨーク州道41号線
- ニューヨーク州道90号線
- ニューヨーク州道392号線

### 隣接する郡
- オノンダガ郡 - 北
- マディソン郡 - 北東
- シェナンゴ郡 - 東
- ブルーム郡 - 南東
- トンプキンス郡 - 南西
- タイオガ郡 - 南西
- カユガ郡 - 北西

## 人口動態
以下は2000年国勢調査による人口統計データである。
| 基礎データ - 人口: 48,599 人 - 世帯数: 18,210 世帯 - 家族数: 11,617 家族 - 人口密度: 38人/km2（97人/mi2） - 住居数: 20,116 軒 - 住居密度: 16軒/km2（40軒/mi2） 人種別人口構成 - 白人: 96.95% - アフリカン・アメリカン: 0.86% - ネイティブ・アメリカン: 0.27% - アジア人: 0.41% - 太平洋諸島系: 0.01% - その他の人種: 0.32% - 混血: 1.18% - ヒスパニック・ラテン系: 1.16% 先祖による構成 - イギリス系：17.3% - アイルランド系：16.9% - ドイツ系：14.2% - イタリア系：13.0% - アメリカ人：9.9% 言語による構成 - 英語：96.0% - スペイン語：1.4% | 年齢別人口構成 - 18歳未満: 23.7% - 18-24歳: 15.5% - 25-44歳: 26.5% - 45-64歳: 21.8% - 65歳以上: 12.5% - 年齢の中央値: 34歳 - 性比（女性100人あたり男性の人口） - 総人口: 93.5 - 18歳以上: 90.0 世帯と家族（対世帯数） - 18歳未満の子供がいる: 31.0% - 結婚・同居している夫婦: 49.2% - 未婚・離婚・死別女性が世帯主: 10.3% - 非家族世帯: 36.2% - 単身世帯: 26.5% - 65歳以上の老人1人暮らし: 10.4% - 平均構成人数 - 世帯: 2.50人 - 家族: 3.00人 収入と家計 - 収入の中央値 - 世帯: 34,364米ドル - 家族: 42,204米ドル - 性別 - 男性: 30,814米ドル - 女性: 22,166米ドル - 人口1人あたり収入: 16,622米ドル - 貧困線以下 - 対人口: 15.5% - 対家族数: 9.3% - 18歳未満: 16.4% - 65歳以上: 10.8% |

## 都市と町
- コートランド市
- シンシナタス町
- コートランドウェスト
- コートランドビル町
- カイラー町
- フリータウン町
- ハーフォード町
- ホーマー町
- ホーマー村
- ラッパー町
- マラソン町
- マラソン村
- マクグロー村
- マンソンズコーナーズ
- プレブル町
- スコット町
- ソロン町
- テイラー町
- トラクストン町
- バージル町
- ウィレット町

## 教育
- ニューヨーク州立大学コートランド校
- トンプキンス・コートランド・コミュニティカレッジ
- シンシナタス中央教育学区
- コートランド市教育学区
- ホーマー中央教育学区
- マラソン中央教育学区
- マクグロー中央教育学区

## 著名な出身者
- ロニー・ジェイムス・ディオ、ロックミュージシャン、バンドのレインボー やブラック・サバスに参加
- ジョン・マグロー、アメリカ野球殿堂入りしたメジャーリーグベースボール選手、監督、トラクストン出身
- アルトン・パーカー、1904年アメリカ合衆国大統領選挙の民主党候補者